# Mersin
Mersin er en by i det sydlige Tyrkiet med et indbyggertal på 1.040.507 (2022). Byen er hovedstad i en provins, der også hedder Mersin, og ligger ved landets kyst til Middelhavet.